# Fenn (Möser)
Das Fenn ist ein See in der Ortslage von Möser in Sachsen-Anhalt.
Der kleine See liegt im westlichen Teil Mösers. Der in seiner Form annähernd rechteckige See, hat eine Länge in Nord-Süd-Richtung von etwa 150 Metern bei einer Breite von etwa 40 Metern. Die noch gut zu erkennende rechteckige Form, ist einem Plan aus den zwanziger/dreißiger Jahren zu verdanken. Es war eine Badeanstalt geplant und die Ausschachtungen hatten schon begonnen. Der Badesee war in den 50/60 Jahren sehr beliebt. Gerade für jüngere Kinder war es ein nicht zu tiefes und relativ sicheres Gewässer. An seinem Ostufer wurde Anfang des 21. Jahrhunderts Wohnbebauung vorgenommen. Der See wird als Angelgewässer genutzt. Es kommen Barsch, Brassen und Rotauge vor.